# Наумовское (Тверская область)
Наумовское — деревня в Торопецком районе Тверской области. Входит в состав Понизовского сельского поселения.

## География
Находится в западной части Тверской области на расстоянии приблизительно 13 км на запад-юго-запад по прямой от районного центра города Торопец.

## История
В 1877 году здесь (усадьба Торопецкого уезда Псковской губернии) было учтено 6 дворов.

## Население
Численность населения: 28 человек (1877 год), 16 (русские 100 %) в 2002 году, 12 в 2010.